# Футбол на летних Олимпийских играх 1988 — квалификация
Отборочный турнир футбольных соревнований летних Олимпийских игр 1988 прошёл с 10 сентября 1986 года по 31 мая 1988 года. Сборная Южной Кореи автоматически отобралась на олимпийский турнир на правах принимающей стороны Олимпийских игр. Остальные 15 мест разыгрывались в отборочных турнирах, проводимых шестью континентальными федерациями. Всего в отборе приняли участие рекордные 98 сборных: 27 европейских, 20 азиатских, 21 африканская, 10 южноамериканских, 15 североамериканских и 5 тихоокеанских. Впервые отдельный отбор проводился в зоне Океании.
Сборные Суринама, Северного Йемена, Южного Йемена, Индии, Брунея, КНДР, Гвинеи, Эфиопии, Гамбии, Ливии, Мадагаскара, Маврикия, Фиджи и Папуа-Новой Гвинеи снялись с турнира до его начала.
Сборная Мексики прошла отбор, но была отстранена ФИФА из-за нарушений, допущенных с удостоверениями личности во время молодёжного чемпионата КОНКАКАФ 1988 года. Её место заняла Гватемала.

## Итоговый список участников Олимпийских игр
| Турнир                     | Квоты | Участники                        |
| -------------------------- | ----- | -------------------------------- |
| Страна-организатор         | 1     | Республика Корея                 |
| Азиатская квалификация     | 2     | Китай Ирак                       |
| Африканская квалификация   | 3     | Нигерия Тунис Замбия             |
| Отборочный турнир КОНКАКАФ | 2     | Гватемала США                    |
| Отборочный турнир КОНМЕБОЛ | 2     | Бразилия Аргентина               |
| Отборочный турнир ОФК      | 1     | Австралия                        |
| Европейская квалификация   | 5     | Италия Швеция СССР ФРГ Югославия |
| Всего                      | 16    |                                  |

## Европа
В европейском отборочном турнире 27 сборных определяли пять участников Олимпийских игр. Все команды были поделены на пять групп. Соревнования проходили в два круга, в некоторых случаях проводились предварительные матчи.
Победителями отборочного турнира стали сборные ФРГ, Италии, Швеции, СССР и Югославии.

## Азия
В азиатском отборочном турнире 20 сборных (из 24 заявленных) боролись за два места в олимпийском турнире. Турнир проходил в два этапа. Все команды были поделены на две географические зоны: ближневосточную и дальневосточную. Внутри зон команды делились на четыре группы в каждой. Победители подгрупп вышли во второй этап, где определили участников Олимпийских игр.
Победителями отборочного турнира стали сборные Китая и Ирака.

## Африка
В африканском отборочном турнире 21 сборная (из 27 заявленных) боролись за три места в олимпийском турнире. Соревнования проходили в три раунда в формате матчей на выбывание.
Победителями отборочного турнира стали сборные Туниса, Нигерии и Замбии.

## Южная Америка
В южноамериканском отборочном турнире 10 сборных боролись за два места в олимпийском турнире. Турнир прошёл в апреле-мае 1988 года в Боливии. Команды были поделены на две группы. Соревнования проходили в два этапа.
Победителями отборочного турнира стали сборные Бразилии и Аргентины.

## Северная и Центральная Америка
В североамериканском отборочном турнире 15 сборных боролись за два места в олимпийском турнире. Все команды были поделены на три географические зоны. Соревнования проходили в несколько раундов в зависимости от зоны. Победители определялись на общем финальном турнире.
Победителями отборочного турнира стали сборные США и Мексики. Позднее Мексика дисквалифицирована со стороны ФИФА, её место передано сборной Гватемалы, занявшей второе место в группе с Мексикой.

## Океания
В первом в истории отборочном турнире Океании 5 сборных боролись за единственное место на олимпийском турнире. При этом в турнире принимали участие команды Израиля и Тайваня. Соревнования прошли в два раунда.
Победителем отборочного турнира стала сборная Австралии.